# Венедикт (Молчанов)
Патриарх Ермоген (в миру Алексей Сергеевич Молчанов; 10 декабря 1975, село Малый Узень, Саратовская область) — российский религиозный деятель, в разное время бывший архиереем Апостольской Православной Церкви (АПЦ), Украинской Истинно-Православной Церкви (УИПЦ), Истинно-Православной Церкви России (ИПЦ(Р)), Автономной Украинской Православной Церкви в Америке (УАПЦ в Америке), основатель и Предстоятель незарегистрированной в Министерстве юстиции РФ Патриархии Российской Истинно-Православной Катакомбной Церкви (ПРИПКЦ); до октября 2023 года носил титул «Схиархиерей-архонт, постоянный член (позднее — Глава) Священного Синода Российской Православной Кафолической (Истинно-Православной Катакомбной) Церкви (РПКЦ)». 27 сентября 2023 года объявил о сложении с себя всех полномочий главы Синода РПКЦ в качестве «исполняющего обязанности» отошедшего на тот момент от церковных дел митрополита Михаила (Анашкина), а также объявил о своём выходе из юрисдикции РПКЦ.
Тезоименитство — 27 (14) марта, память преподобного Венедикта Нурсийского.

## Биография
Родился 10 декабря 1975 года в селе Малый Узень Питерского района Саратовской области в семье русской интеллигенции.
В 1992 году поступил в Саратовскую духовную семинарию, которую успешно закончил в 1996 году.
29 марта 1996 года Алексей Молчанов митрополитом Волгоградским и Камышинским Германом (Тимофеевым) в Свято-Духовом мужском монастыре (Волгоград), был пострижен в монашество с именем Венедикт. Во Вторую Неделю Великого Поста (10 марта) этого же года тем же архиереем монах был рукоположен в иеродиакона. На Духов День (3 июня 1996 года) возведен в сан иеромонаха.
С 1998 года был настоятелем трёхпрестольной Церкви Казанской иконы Божией Матери с приделами: во имя святителя Николая Чудотворца и во имя святого мученика Мины (подворье Казанско-Богородицкого монастыря в селе Смолдеярово).
Иеромонах Венедикт (Молчанов Алексей Сергеевич) 20.01.1998 г. был почислен за штат Волгоградской и Камышинской Епархии с правом перехода в другую епархию и запретом в священнослужении.
15.04.1998 г. запрет с него был снят в связи с вступлением в клир Ивановской епархии.
06.04.1998 г. архиепископ Ивановский и Кинешемский Амвросий (Щуров) назначил иеромонаха Венедикта (Молчанова) настоятелем Иоанно-Предтеченского прихода с. Сидоровское Ивановского района.
04.09.1998 г. иеромонах Венедикт (Молчанов) направил на имя архиепископа Ивановского и Кинешемского Амвросия (Щурова) прошение с просьбой о почислении за штат с правом перехода в другую епархию, которое было удовлетворено 07.09.1998 г.
Вместо определения в одну из епархий Московского Патриархата иеромонах Венедикт (Молчанов) вступает в различные религиозные сообщества, относящиеся к так называемому «альтернативному» православию, не признаваемые поместными автокефальными церквями.
16 января 2000 года архимандрит Венедикт был рукоположен во епископа Царицынского и Сичеславского неканонической Апостольской Православной Церкви архиепископом Стефаном (Линицким) и епископом Пятигорским и Северокавказским Кириаком (Темерциди) с согласия архиепископа Дидима (Нестерова).
С 16 марта 2000 года епископ Венедикт находился на Украине, где занимался организацией общин Апостольской Православной Церкви в Днепропетровской, Запорожской и Винницкой областях.
25 июня 2001 года получил титул архиепископа Царицынского и Верхнеднепровского.
1-2 октября 2002 года в городе Верхнеднепровске (Украина) в храме Святого Александра состоялся Собор Православного духовенства и мирян Истинно-Православной Церкви, на котором было принято решение возродить Истинно-Православную Церковь на Украине. Предстоятелем УИПЦ был избран архиепископ Антоний (Власов), который в связи с этим избранием был возведён в сан Блаженнейшего Митрополита Киевского. Спустя 2 месяца, 14 декабря 2002 года митрополитом Антонием (Власовым) архиепископ Венедикт (Молчанов), как Экзарх Российских приходов Украинской Истинно-Православной Церкви (УИПЦ), был возведен в сан митрополита Царицынского и Верхнеднепровского.
Во время Объединительного Архиерейского Собора ИПЦ, проходившего в Москве 14 июля 2003 года, митрополит Венедикт подписал решение о вхождении Украинской Истинно-Православной Церкви в состав Истинно-Православной Церкви России (ИПЦР). На то время возглавляемая митрополитом Московским и Всероссийским Рафаилом (Прокопьевым) ИПЦР смогла объединить целый ряд непризнанных мировым православием религиозных сообществ России, Украины и Белоруссии. 16 февраля 2004 года митрополит Венедикт (Молчанов) был назначен Экзархом Истинно-Православной Церкви России на Украине с титулом «Митрополит Запорожский и Камский».
В начале 2005 года митрополитом Венедиктом было установлено временное молитвенно-евхаристическое общение с Автономной Украинской Православной Церковью в Америке, в ходе которого он был наделен титулом митрополита Гриин-Байского.
Собранный в июле 2010 года Поместный Собор провозгласил независимость Российской Истинно-Православной Церкви, взяв новое название: «Патриархия Российской Истинно-Православной Катакомбной Церкви» (ПРИПКЦ). Поместным Собором было восстановлено патриаршество, и Собор единогласно выбрал Патриархом митрополита Гриин-Байского, Блаженнейшего Венедикта. Интронизация Святейшего Патриарха Московского и Всероссийского Венедикта состоялась 5 сентября 2010 года в Серафимо-Понетаевском женском монастыре (Арзамас, Нижегородская область).
Весной 2012 год резиденция Патриарха была перенесена из Чебаркуля (Челябинская область) в Москву.
В начале лета 2012 года здоровье Патриарха Венедикта ухудшилось, поэтому с 18 августа по 11 сентября 2012 года вся полнота церковной власти в ПРИПКЦ была временно передана Священному синоду. После восстановления здоровья Предстоятеля ПРИПКЦ и возвращения его к управлению Церковью, группа архиереев в составе епископов Нижегородского Дамиана (Парфенова), Ардатовского Филиппа (Кузнецова) и Солнцевского Петра (Кириченко), вопреки воле Патриарха, попыталась продолжать руководить Церковью. В декабре 2012 года Патриарх Венедикт при активной помощи руководителя своей Канцелярии архимандрита Иосифа (Ануфриева) и игумена Варсофония (Семенчука) стал отстаивать свою законную власть в Церкви. В результате произошел конфликт с членами Синода, и в середине декабря 2012 года Синод неканоничным образом, превысив свои полномочия, «отправил патриарха Венедикта на покой» и фактически сформировал новую юрисдикцию, под названием Патриархия Российской Истинно-Православной Катакомбной Церкви (Дамиана) (юрисдикция с таким названием просуществовала всего несколько недель)
В январе 2013 года Патриарх Венедикт, восстановил отношения с епископатом ПРИПКЦ, с клириками, незаконно отправленными на покой во время его болезни и рукоположил в хор-епископы архимандрита Иосифа (Ануфриева) и игумена Варсофония (Семенчука) (последний уже спустя 2 недели после хиротонии порвал отношения с ПРИПКЦ, а впоследствии, изменив паспортные данные, повторно принял монашество и сан иеромонаха в Русской православной церкви Московской патриархии (РПЦ МП)).
8 марта 2013 года Патриарх Венедикт созвал Поместный Собор ПРИПКЦ, на котором, ввиду состоявшегося ранее раскола, было принято решение изменить название Церкви на новое: «Патриархия Российской Истинно-Православной Катакомбной Церкви (каноническая)» (название так и не вошло в церковный оборот). Решением того же Поместного Собора ПРИПКЦ по инициативе Патриарха Венедикта был установлен «интеркоммунион» (форма полного взаимного церковного признания) с Греческим Православным Патриархатом Эфеса.
5 мая 2013 года Патриархом Венедиктом и главой Православной Церкви Европы Патриархом Николаем I (Николасом Дювалем) был подписан Томос о полном евхаристическом общении этих двух Церквей.
20 июня 2014 года раскол в ПРИПКЦ был преодолен и к участию в церковном управлении вернулись ранее отделившиеся от ПРИПКЦ епископы.
Решением церковного суда Иваново-Вознесенской епархии РПЦ МП от 04.05.2015 г. заштатный иеромонах Венедикт (Молчанов) был «извергнут» из священного сана. Решение об «извержении» из сана было утверждено 07.09.2015 г. патриархом РПЦ МП Кириллом (Гундяевым).
В октябре 2015 года по состоянию здоровья и в связи с обострением целого ряда неизлечимых болезней удалился на покой с принятием великой схимы с именем Ермоген.
В июле 2016 Схи-Патриарх Ермоген (Молчанов) был принят в юрисдикцию Российской Православной Кафолической (Истинно-Православной Катакомбной) Церкви (РПКЦ) в качестве «епископа на покое» с почетным титулом «Схиархиерей-архонт, постоянный члена Священного Синода».
27 сентября 2023 года Схиархиерей Ермоген в своём видеообращении публично объявил о сложении с себя обязанностей главы Синода РПКЦ и о выходе из данной юрисдикции с подачей соответствующего уведомления о своём решении в Минюст РФ. При этом до времени перерегистрации руководства РПКЦ в органах юстиции с 14 апреля 2023 года до 6 октября 2023 года Схиархиерей Ермоген под своим мирским (гражданским) именем (Молчанов Алексей Сергеевич) продолжал номинально числиться в регистрационном документе РПЦК, как «и. о. митрополита», наряду с двумя другими лицами — Схимитрополитом Иосифом (в миру Олегом Леонидовичем Орловым) и Митрополитом Мануилом (в миру Михаилом Григорьевичем Платовым-Потёмкиным)
.
Проживает в городе Курске и является настоятелем монашеского скита с храмом во имя св. Царевича Алексия.

## Интересные факты
Будучи епископом Украинской Истинно-Православной Церкви Венедикт одновременно являлся епископом Апостольской Православной Церкви (АПЦ), так как устав АПЦ разрешает её епископам и священникам одновременно входить в другие «катакомбные» Церкви, если при этом они сохраняют верность АПЦ.
Венедикт (Молчанов) открыто сотрудничал с целителями и изучал такие эзотерические «науки», как космоэнергетика, экстрасенсорика, ясновидение.